# Tomás Mendez y Lachica
Tomás Mendez y Lachica fue un sacerdote y político peruano. Fue miembro de la Sociedad de Amantes del País y uno de los precursores de la Independencia del Perú.
Siendo clérigo en la ciudad de Lima de la Congregación del Oratorio fue invitado a formar parte del grupo que escribía en el Mercurio Peruano,  periódico bisemanal publicado en Lima entre 1791 y 1795 y que empezó a difundir ideas independentistas. Escribió en él con el pseudónimo de Teagnes y llegó a formar parte también de la Sociedad de Amantes del País-
Fue miembro del Congreso Constituyente de 1822 por el departamento de Ayacucho. Dicho congreso constituyente fue el que elaboró la primera constitución política del país.